# Privileged
Privileged es un drama que se estrenó en la The CW en Estados Unidos y en la Citytv de Canadá el 9 de septiembre de 2008. La serie se basa en el libro de Alloy Entertainment How To Teach Filthy Rich Girl de la autora Zoey Dean.
La serie iba originalmente a tener el mismo nombre que el libro, pero el nombre fue anunciado en Upfront Surviving The Filthy Rich y más tarde volvió a cambiar a Privilegiados el 24 de junio de 2008.
Se anunció que el CW iba a repetir Privileged durante el verano de 2009. Aunque se hablaba que la serie volvería a mitad de temporada, el 19 de mayo se anunció que el CW no llevaría el show para una segunda temporada.

## Trama
Megan Smith, de 23 años de edad,  (Joanna Garcia) se educó en Yale, tiene una implacable actitud positiva y un plan para conquistar el mundo del periodismo, a pesar de que ella es como una esclava en un tabloide. El plan de Megan se desploma cuando, en un día tormentoso, la despiden y conoce a la magnate de la industria del cosmético,  Laurel Limoges (Anne Archer), y se convierte en la tutora  de sus dos nietas gemelas adolescentes quienes viven en Palm Beach, Florida, en un mundo de la riqueza y del poder. Las niñas, Rose (Lucy Hale) y Sage (Ashley Newbrough), dos gemelas rebeldes, no soportan a su nueva tutora, pero Megan está decidida a ganarles la guerra, ya que goza de los beneficios de su nuevo trabajo: impresionante suite privada, precioso convertible, y un chef llamado Marco (Allan Louis). Incluso los vecinos son fabulosos en Palm Beach y Megan rápidamente llama la atención de Will (Brian Hallisay), el rico y atractivo vecino que vive en la finca de al lado y justo resulta ser que anduvo con la hermana de Megan, Lily (Kristina Apgar). Completando este cuadro romántico se encuentra también el mejor amigo de Megan, Charlie (Michael Cassidy), que está secretamente enamorado de ella. A pesar de sus complicadas relaciones románticas y familiares, Megan está decidida a seguir navegando en las aguas traicioneras de la alta sociedad de Palm Beach.

## Producción y dirección
La serie es de Alloy Entertainment en asociación con Warner Bros. Television y CBS Paramount Network Television con los productores ejecutivos con Rina Mimoun, Bob Levy y Leslie Morgenstein. Michael Engler dirigió el episodio piloto.